# Coppa Bernocchi 1949
La Coppa Bernocchi 1949, trentunesima edizione della corsa, si svolse il 9 ottobre 1949 su un percorso di 251,6 km. Era valida come evento del circuito UCI categoria CB1.1. La vittoria fu appannaggio dell'italiano Mario Ricci, che terminò la gara in 6h35'00", alla media di 38,218 km/h, precedendo i connazionali Sergio Maggini e Bruno Pontisso. L'arrivo e la partenza della gara furono a Legnano.

## Ordine d'arrivo (Top 10)
| Pos. | Corridore          | Squadra          | Tempo    |
| ---- | ------------------ | ---------------- | -------- |
| 1    | Mario Ricci        | Viscontea        | 6h35'00" |
| 2    | Sergio Maggini     | Arbos            | s.t.     |
| 3    | Bruno Pontisso     | Arbos            | s.t.     |
| 4    | Alfredo Martini    | Tebag            | s.t.     |
| 5    | Giulio Bresci      | Wilier Triestina | s.t.     |
| 6    | Vittorio Rossello  | Legnano          | s.t.     |
| 7    | Giancarlo Astrua   | Benotto          | s.t.     |
| 8    | Angelo Fumagalli   | Atala            | a 5'25"  |
| 9    | Adolfo Leoni       | Legnano          | a 5'30"  |
| 10   | Antonio Bevilacqua | Atala            | a 5'30"  |